# Nesameletus flavitinctus
Nesameletus flavitinctus är en dagsländeart som först beskrevs av Tillyard 1923.  Nesameletus flavitinctus ingår i släktet Nesameletus och familjen Nesameletidae. Inga underarter finns listade i Catalogue of Life.